# Plácido Domingo
José Plácido Domingo Embil (Madrid, 21 de enero de 1941) es un cantante, director de orquesta, productor y compositor español, exdirector general de la Ópera Nacional de Washington y de la Ópera de Los Ángeles (California). Con registros de barítono y tenor, formó parte del trío Los tres tenores, junto al también español José Carreras y al italiano Luciano Pavarotti. 
Entre otras distinciones, posee la Orden del Imperio Británico y la Gran Cruz de Alfonso X el Sabio.

## Biografía
Plácido Domingo nació el 21 de enero de 1941 en la madrileña calle de Ibiza, n.º 34. Es hijo de dos cantantes de zarzuela, el zaragozano Plácido Domingo Ferrer y la guipuzcoana Josefa Pepita Embil Etxaniz. Su hermana se llamaba María José, quien falleció en 2015. Su familia le conoce como El Granado, por cantar desde muy pequeño la canción «Granada», del compositor mexicano Agustín Lara. En 1949, con ocho años, el día 18 de enero, se trasladó junto a su familia a la Ciudad de México para trabajar en teatro musical y pronto destacó en las lecciones de piano. Estudió en la Escuela Nacional de Artes y en el Conservatorio Nacional de Música, estudiando piano y dirección de orquesta. En esa época, junto con sus estudios, intentó ser futbolista profesional. Fue en 1957 cuando se casó con la pianista mexicana Ana María Guerra Cué, con quien tuvo a su primer hijo, José Plácido Domingo Guerra, nacido el 16 de junio de 1958. El matrimonio solo duró algunos meses y ella, nacida en 1938, falleció en 2006. En 1962 volvería a casarse, esta vez con la soprano veracruzana Marta Ornelas, a quien conoció estando en el conservatorio.

### Inicios profesionales
Domingo debutó como barítono el 12 de mayo de 1959, interpretando a Pascual en la obra Marina, en el teatro Degollado de la ciudad de Guadalajara, México. Después interpretó a Borsa en Rigoletto y al Padre Confesor en Diálogos de carmelitas, entre otros. En ese mismo año volvió a debutar, esta vez como tenor, interpretando a Alfredo en La Traviata, en el teatro María Teresa Montoya de la ciudad de Monterrey. Entonces decidió seguir interpretando zarzuela con sus padres. Pero fue en 1962 cuando Plácido Domingo triunfó: ese año se fue a la Ópera de Tel Aviv, la ópera nacional de Israel, en la cual estuvo dos años y medio y cantó en 280 representaciones.
Su segunda esposa, Marta Ornelas, decidió finalizar su carrera como cantante para dedicarse al cuidado de sus hijos: Plácido, Jr. (1965) y Álvaro Maurizio (1968). Posteriormente se ha dedicado a la dirección de escena.
Para la Copa Mundial de Fútbol España 1982, grabó el Tema Oficial de dicha Copa FIFA. Asimismo, también contribuyó con escenas musicales en las ceremonias de apertura y clausura de los Juegos Olímpicos de Barcelona 1992 junto con José Carreras, Alfredo Kraus, entre otros. 
El 21 de enero de 2011, día de su 70 cumpleaños, fue homenajeado con una función de gala en el Teatro Real de Madrid, a la que asistieron, entre otras personalidades, la reina Sofía, que acompañó al tenor en el palco real. Ese mismo mes había estrenado en el coliseo madrileño la representación de Ifigenia en Táuride, de Gluck.
El 29 de junio de 2016, con motivo de su 75 cumpleaños, el Real Madrid organizó “Plácido en el alma”, un histórico concierto en su homenaje en el Estadio Santiago Bernabéu de Madrid. El tenor español estuvo acompañado por artistas de primera fila, como Alejandro Sanz, Andrea Bocelli, José Mercé, David Bisbal, Sara Baras, Pablo Alborán, Alejandro Fernández, Fher (Maná), Juanes, Pablo López, India Martínez, Rozalén, Carlos Baute, Diego Torres, Il Volo, Dvicio, Los Secretos, Diana Navarro, Pablo Sainz Villegas, Ara Malikian, Arturo Sandoval, Café Quijano, Plácido Domingo Jr., la Compañía Antonio Gades, la Orquesta Titular del Teatro Real, el Coro Filarmónica y Bertín Osborne, este último, además, como maestro de ceremonias. Más de 80 000 personas pudieron asistir al estadio: se agotaron las entradas, cuyos beneficios fueron destinados a las escuelas deportivas madridistas en México.

### Carrera internacional

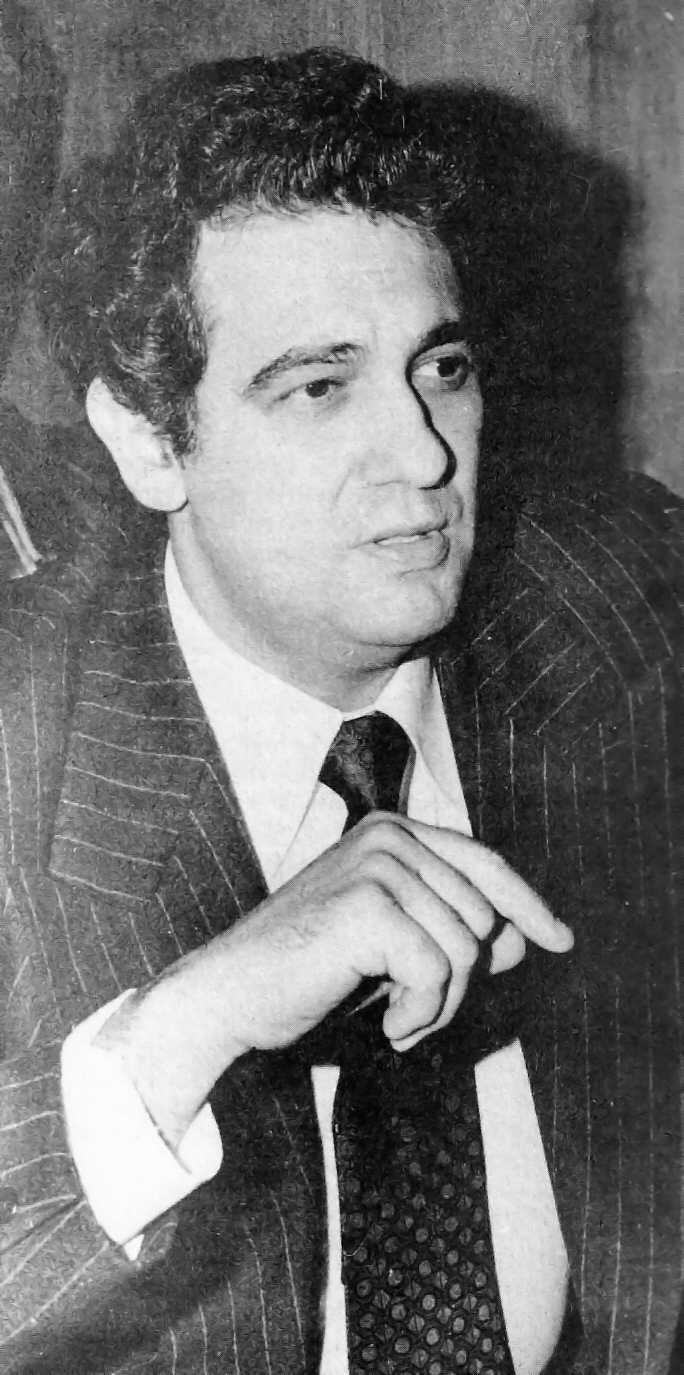
Plácido Domingo en 1979 (revista Pájaro de Fuego).

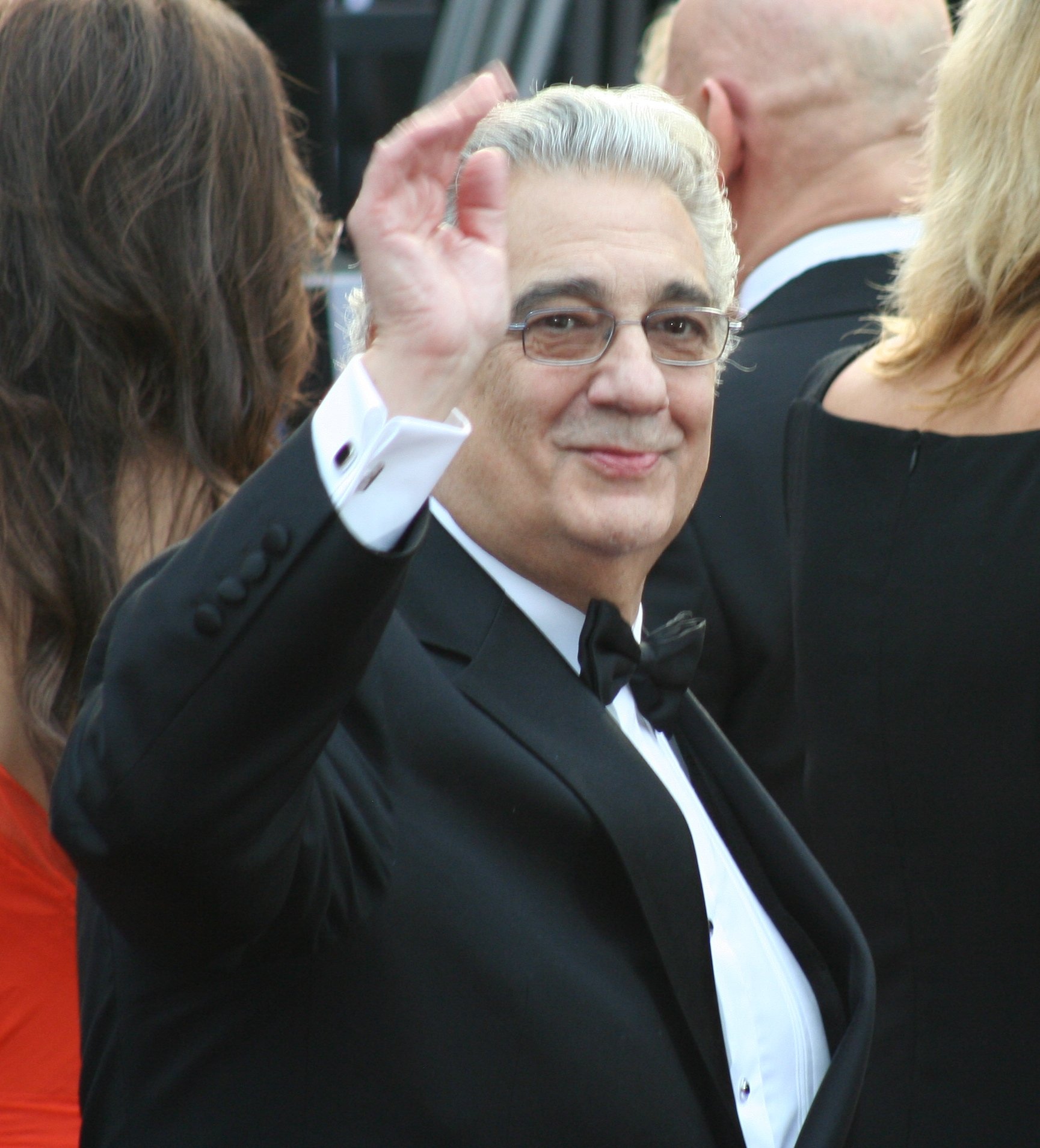
Plácido Domingo en el Teatro Kodak de Los Ángeles, durante la 81.ª ceremonia de entrega de los premios Óscar, el 22 de febrero de 2009.

En 1966 cantó el papel titular en el estreno estadounidense de Don Rodrigo, de Alberto Ginastera, en la New York City Opera, con gran éxito. Se dio a conocer internacionalmente con su debut en Hamburgo en 1967. Interpretó por primera vez en el Metropolitan Opera de Nueva York el 28 de septiembre de 1968, en Adriana Lecouvreur, de Francesco Cilea, cantando con Renata Tebaldi. Desde entonces, ha abierto la temporada de este teatro en veintiuna ocasiones, superando el récord anterior, que estaba en poder de Enrico Caruso, en cuatro. Realizó numerosos debuts en los Estados Unidos, sobre todo en Nueva York y San Francisco, aunque tampoco dejó de hacer giras en ciudades de Europa, durante los años sesenta. Debutó en la Ópera Estatal de Viena en 1967, en la Ópera Lírica de Chicago en 1968. Sus presentaciones en La Scala, Teatro Municipal de Santiago y en la Ópera de San Francisco son de 1969, en el Covent Garden en 1971 y en el Teatro Colón de Buenos Aires debutó en 1972 con La Forza del Destino, de Verdi, junto a Martina Arroyo. Regresó al Colón en 1979 para La Fanciulla del West, en 1981 con Otello junto a Renato Bruson y Teresa Zylis-Gara, en 1982 con Tosca junto a Eva Marton, en 1997 para Sansón y Dalila y en 1998 se despidió con Fedora, de Giordano, junto a Mirella Freni y Sherrill Milnes. El 30 de julio de 1991, fue aplaudido durante ochenta y un minutos tras interpretar el Otelo de Verdi en la Ópera Estatal de Viena, lo que constituye el récord absoluto de aplausos, que ostentaba Pavarotti hasta ese momento; aquella noche triunfal, el gran cantante madrileño tuvo que regresar al escenario de la Ópera un total de ciento una veces. 
Ha cantado en prácticamente todos los teatros importantes de ópera del mundo y en los principales festivales. En 2005 se estrenó con gran éxito en los Proms londinenses con el personaje de Siegmund (La Valquiria).
Ha trabajado con Herbert von Karajan, Zubin Mehta, James Levine y Carlos Kleiber, entre otros directores de orquesta.
En su repertorio en varios idiomas (italiano, francés, alemán, español, inglés y ruso), destacan obras de Händel y Mozart, Alberto Ginastera, Gustav Mahler o Tan Dun. En escena ha cantado más de cien papeles diferentes, e incluyendo las grabaciones, sobrepasa los ciento cincuenta.[cita requerida] En italiano ha interpretado Il Trovatore, Don Carlos, Otello, Tosca y Turandot; en francés, Faust, Werther, Don José en Carmen, Sansón en Sansón y Dalila y Les Contes d'Hoffmann de Offenbach. Ha representado con éxito papeles wagnerianos, tanto en el Festival de Bayreuth como en otros teatros de ópera, en particular en Lohengrin y Parsifal (una destacadísima representación en 1991), y Siegmund en Die Walküre (La Valquiria).
Plácido Domingo continúa añadiendo óperas a su repertorio, como la reciente obra de Franco Alfano Cyrano de Bergerac en el Metropolitan Opera y la Royal Opera House en Londres, además de la ópera El Primer Emperador de China (Qin Shihuang), de Tan Dun (2006), con puesta en escena del director de cine chino Zhang Yimou.
La ópera barroca también ha pasado a formar parte de su repertorio, al debutar en este género el 26 de marzo de 2008 interpretando el papel de Bajazet en la obra Tamerlano, de Georg Friedrich Händel (Teatro Real de Madrid).
Participó en la ceremonia de clausura de los Juegos Olímpicos de Pekín.
Después de siete de años de ausencia en la Ciudad de México, ofreció el 19 de diciembre de 2009 un concierto al aire libre al pie del monumento a la Independencia de dicha ciudad, en el que se hizo acompañar por primera vez de su hijo Plácido Jr. y las intérpretes mexicanas Eugenia Garza, María Alejandres y Olivia Gorra, cantando arias de ópera, zarzuela, poemas, música ranchera y tradicionales canciones navideñas. En 2023 estuvo también en Lisboa donde cantó fado junto a músicos portugueses.

### Películas y televisión
Domingo ha aparecido en siete óperas filmadas: Madama Butterfly, dirigida por Jean Pierre Ponnelle, Carmen, dirigida por Francesco Rosi (ganadora de un premio Grammy), Tosca dirigida por Gianfranco de Bosio, así como en tres dirigidas por Franco Zeffirelli: Otello, Cavalleria rusticana y Pagliacci, y La Traviata, con Teresa Stratas, que recibió igualmente un premio Grammy, y también en numerosos vídeos de zarzuela, como Luisa Fernanda, de Federico Moreno Torroba. Participó en 2008 en el doblaje tanto en inglés como en español de la película Un chihuahua de Beverly Hills con el personaje de Moctezuma.
En televisión, pueden destacarse las galas de zarzuela y retransmisiones de Live at the Met, además de las galas de caridad o eventos melómanos como A Night For New Orleans, con Frederica von Stade en marzo de 2006. Recientemente se conoció el tráiler del nuevo documental sobre su carrera artística titulado El dulce sabor del éxito.

### Acontecimientos especiales
El 19 de septiembre de 1985, durante el mayor terremoto en la historia de México que devastó parte de la Ciudad de México, sobre todo en la zona del centro histórico y algunos barrios o colonias cercanas, fallecieron su tía, su tío, un sobrino y el joven hijo de su sobrino, al caerse el bloque de apartamentos Edificio Nuevo León en el complejo urbanístico de Tlatelolco. El propio Plácido Domingo intervino en las labores de rescate. A lo largo del año siguiente dio conciertos benéficos para las víctimas. Uno de los más importantes fue el 23 de agosto de 1986, «Plácido y sus amigos» en el Anfiteatro de Los Ángeles, donde participaron Frank Sinatra, Julie Andrews, John Denver y el grupo Pandora de México. También se publicó un álbum de uno de tales eventos.
El 21 de agosto de 2007, en reconocimiento a su labor artística y a su aporte a las víctimas del terremoto de 1985, el artista fue homenajeado en la capital mexicana con una estatua en su honor, fundida a partir de llaves donadas por la población. La pieza, obra de la escultora Alejandra Zúñiga, mide dos metros, pesa cerca de trescientos kilogramos y forma parte del proyecto Grandes Valores. En adición a sus actos altruistas, Plácido Domingo ha regalado casas a familias sin recursos en México, sobre todo por los daños del huracán Paulina, en el estado de Guerrero. La constructora diseñó y bautizó con su nombre un modelo de casa, llamada «Plácido», de las cuales se construyeron miles.
El 18 de diciembre de 2009, Plácido Domingo fue declarado Huésped distinguido de la Ciudad de México por el jefe de Gobierno capitalino Marcelo Ebrard.
El 13 de septiembre de 2010, la LIX legislatura del Congreso del Estado de Guerrero le entregó la presea Sentimientos de la Nación, máxima condecoración que otorga el Congreso del Estado a personalidades distinguidas, dentro del marco del Primer Congreso de Anáhuac o Congreso de Chilpancingo. Plácido Domingo se hizo acreedor a esta medalla por su gran labor altruista en los desastres naturales del Terremoto de 1985 en la Ciudad de México y el Huracán Paulina en el puerto de Acapulco; en estos dos desastres el tenor donó sus ganancias de todo un año. Debido a que el tenor se encontraba en Los Ángeles, quien recibió esta medalla fue su hijo José Plácido Domingo Guerra, la tarde-noche del 13 de septiembre de 2010, en la catedral de la Asunción de María, en Chilpancingo, Guerrero.
Finalmente, el gobierno mexicano le otorgó la Orden Mexicana del Águila Azteca, máximo galardón otorgado por parte del Gobierno de México a ciudadanos extranjeros, por su gran labor en la atención de afectados en el terremoto de 1985.

### Denuncias por acoso sexual
El 13 de agosto de 2019, la agencia Associated Press publicó los testimonios de nueve mujeres, ocho de ellas cantantes y una bailarina, de las cuales solo una dio la cara públicamente. Estas denunciaron que cuando empezaban en la profesión fueron víctimas de acoso sexual por parte del cantante. Las presuntas víctimas explicaron que Domingo las incitaba a tener relaciones sexuales y que, de rechazarlo, no obtendrían favores laborales por parte del cantante.
En un comunicado el cantante afirmó que las acusaciones eran «inexactas», que creía que «todas mis interacciones y relaciones siempre eran bienvenidas y consensuadas» y que opinaba que «las reglas y estándares por los cuales somos, y debemos ser, medidos hoy son muy diferentes de lo que eran en el pasado». Conciertos del cantante en Filadelfia y San Francisco fueron cancelados como consecuencia de las acusaciones de acoso sexual, mientras que otros teatros europeos, como La Scala de Milán, la Royal Opera House de Londres, la Ópera de Viena y el Teatro Real de Madrid mantuvieron las actuaciones programadas.
Paloma San Basilio y Ainhoa Arteta, profesionales del canto que han trabajado con Domingo, salieron en su defensa, tachando dichas acusaciones de canalladas y destacando la actitud siempre profesional, amigable y generosa del tenor. Otros profesionales que se pronunciaron a favor del tenor fueron las sopranos Raina Kabaivanska, Sonya Yoncheva, Davinia Rodríguez y Saioa Hernández, el guitarrista Pablo Sáinz Villegas y el tenor Javier Camarena.
El 5 de septiembre de 2019, once nuevas mujeres acusaron a Domingo de acoso sexual a través de un reportaje de Associated Press, entre ellas la cantante Angela Turner Wilson, que compartió cartel con el cantante cuando tenía 28 años durante la representación de la ópera Le Cid en la temporada 1999-2000 de la Ópera de Washington. Wilson relata cómo Domingo le manoseó con fuerza los pechos mientras se estaba maquillando en el camerino, dejándola atónita y humillada. El reportaje incluye testimonios de empleados y técnicos, que se esforzaron por proteger a las jóvenes de la estrella mientras los administradores miraban hacia otro lado. Según esta publicación, el comportamiento de Plácido Domingo era un secreto a voces conocido por todos y se dejaba que las mujeres jóvenes se las arreglaran por sí mismas mientras los administradores miraban hacia otro lado. Como consecuencia de esta nueva serie de denuncias, la Ópera de Dallas canceló la actuación de Plácido Domingo prevista para el 11 de marzo de 2020.
El martes 25 de febrero de 2020, Plácido Domingo pidió perdón a las mujeres que le acusaron de acoso sexual por "el dolor" que les causó, aceptando también "toda la responsabilidad" por las acciones denunciadas en los meses anteriores. Esta petición de perdón se produjo tras la investigación del sindicato estadounidense de artistas de ópera, que concluyó que Plácido Domingo acosó sexualmente a varias mujeres y abusó de su posición de autoridad al ocupar puestos altos en la Ópera Nacional de Washington y la de Los Ángeles.En su primera entrevista desde que se recuperó del COVID-19, Domingo le dijo al periódico italiano La Repubblica que los cargos eran falsos. "Cuando supe que tenía COVID me prometí que si salía con vida lucharía para limpiar mi nombre”, dijo Domingo. “Nunca abusé de nadie. Lo repetiré mientras viva."

## Repertorio
| - Ludwig van Beethoven - Fidelio (Florestan) - Vincenzo Bellini - Norma (Pollione) - Georges Bizet - Carmen (Don José) - Benjamin Britten - Peter Grimes (Peter Grimes) - Luigi Cherubini - Medea (Giasone) - Francesco Cilea - Adriana Lecouvreur (Maurizio) - Manuel de Falla - La vida breve (Paco) - Gaetano Donizetti - L'elisir d'amore (Nemorino) - Lucia di Lammermoor (Edgardo) - Poliuto (Poliuto) - Umberto Giordano - Andrea Chénier (Andrea Chénier) - Charles Gounod - Faust (Faust) - Romeo y Julieta (Romeo) - Fromental Halévy - La Juive (Eléazar) - Georg Friedrich Händel - Tamerlán (Bajazet) - Ruggero Leoncavallo - Pagliacci (Canio) - George Alexander Macfarren - Robin Hood (Robin Hood) - She Stoops to Conquer (George Hastings) - Helvellyn (Martin) - Pietro Mascagni - Cavalleria rusticana (Turiddu) - Jules Massenet - La Navarraise (Arakil) - Le Cid (Rodrigue) - Manon (Des Grieux) - Werther (Werther) - Wolfgang Amadeus Mozart - Idomeneo, rey de Creta (Idomeneo) - Don Giovanni (Don Ottavio) - Così fan tutte (Ferrando) - Requiem en re menor, K. 626 (tenor) - Jacques Offenbach - Los cuentos de Hoffmann (Hoffmann) | - Giacomo Puccini - La bohème (Rodolfo) - Gianni Schicchi (Rinuccio) - Madama Butterfly (Pinkerton) - Il Tabarro (Luigi) - Tosca (Cavaradossi) - Turandot (Calaf) - La Fanciulla del West (Dick Johnson) - Gioachino Rossini - Il barbiere di Siviglia (Figaro) - Nino Rota - Napoli milionaria! (Errico “Settebellizze”) - Gaspare Spontini - La vestale (Licinio) - Johann Strauss - Die Fledermaus (Alfred) - Richard Strauss - Der Rosenkavalier (Sänger) - Salomé (Narraboth) - Piotr Ilich Chaikovski - Eugenio Onegin (Lenski) - Giuseppe Verdi - Aida (Radames) - Aroldo (Aroldo) - Attila (Foresto) - Un ballo in maschera (Riccardo) - Don Carlo (Don Carlo) - - Ernani (Ernani) - Luisa Miller (Rodolfo) - Macbeth (Macduff) - Requiem (tenor) - Nabucco (Nabucco, Ismaele) - Otello (Otello, Cassio) - Rigoletto (Duca) - La Traviata (Alfredo) - Il Trovatore (Manrico) - Richard Wagner - Lohengrin (Lohengrin) - Die Walküre (Siegmund) - Parsifal (Parsifal) |

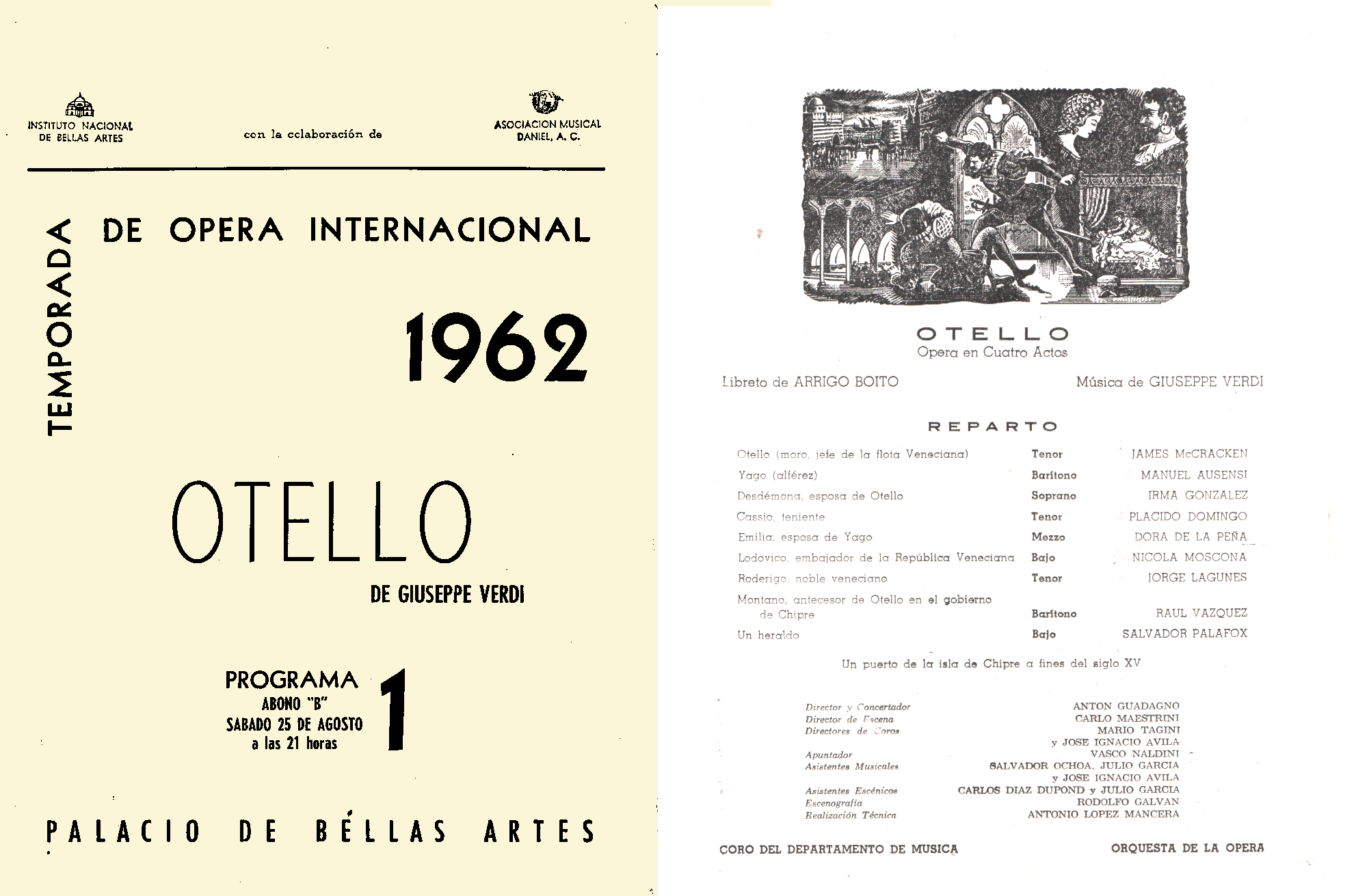
Domingo hizo su debut en Otello, de Verdi, en el papel menor de Cassio, en el Palacio de Bellas Artes, en la Ciudad de México, el 26 de agosto de 1962.

## Distinciones y premios (selección)

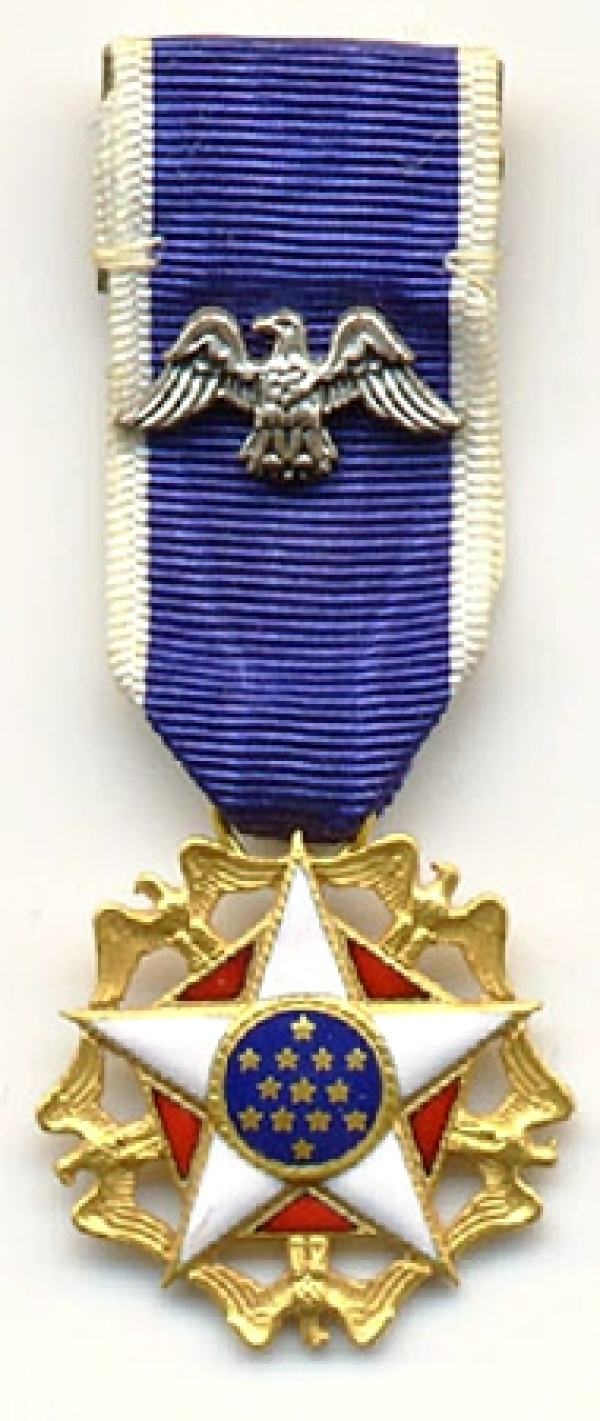
Domingo fue condecorado la Medalla de la Libertad en 2002.

- Premio Príncipe de Asturias de las Artes (1991), junto a Victoria de los Ángeles, Teresa Berganza, Montserrat Caballé, José Carreras, Pilar Lorengar y Alfredo Kraus.
- Gran-Cruz de la Orden del Infante D. Enrique de Portugal (1 de julio de 1998).
- Premio Kennedy Center (2000).
- Gran-Cruz de la Orden del Mérito Civil de España (2002, BOE 21/9/2002).
- Medalla Presidencial de la Libertad de los Estados Unidos de América (2002).
- Premio Ella (2002).
- Caballero-Comendador Honorario de la Excelentísima Orden del Imperio Británico de Gran Bretaña e Irlanda del Norte (2002).
- Comendador de la Orden Nacional de la Legión de Honor de Francia (2002).
- Medalla Internacional de las Artes de la Comunidad de Madrid (2006).
- Dos Premios 'Brit Awards', uno a toda una carrera y el de la crítica, por la grabación de Tristán e Isolda de Richard Wagner, con la orquesta y el coro de la Royal Opera House de Londres, con la dirección de Antonio Pappano (mayo de 2006), recogidos en una gala celebrada en el Royal Albert Hall, en Londres.
- Premio Austriaco de Teatro Musical 2020 en Salzburgo a su trayectoria (2020).[32]

### Otros reconocimientos
- Orden al Mérito Artístico y Cultural Pablo Neruda de Chile (2010).
- Caballero-Gran-Cruz de la Real Orden de Isabel la Católica de España (2011).
- Orden de las Artes y las Letras de España (2011).
- Insignia de Oro y Brillantes del Real Madrid Club de Fútbol (2011).
- Premio Wolf de las Artes (2012).
- El Praemium Imperiale (septiembre de 2013).[33]
- Hijo Adoptivo de Sevilla (2017).
- Gran-Cruz de la Orden de la Instrucción Pública de Portugal (31 de agosto de 2018).
- Desde 1993, tiene una estrella en el paseo de la fama de Hollywood.

### Doctor honoris causa
- Royal Northern College of Music (1982).
- Philadelphia College of Performing Arts (1982).
- Universidad de Oklahoma City (1984).
- Universidad Complutense de Madrid (1989).
- Universidad de Nueva York (1990).
- Universidad de Georgetown (1992).
- Washington College en Chestertown (2000).
- Universidad Anáhuac en México (2001).
- Universidad de Música Fryderyk Chopin de Varsovia (2003).
- Universidad de Oxford (2003).
- Universidad Alfonso X el Sabio de Madrid (2011).
- Universidad Europea de Madrid (2013).
- Universidad de Murcia (2014)
- Universidad de Salamanca (2015)

### Premios Grammy
- 1983: Mejor grabación de ópera por Verdi: La Traviata.
- 1984: Mejor grabación de ópera por Bizet: Carmen.
- 1984: Mejor interpretación latina por Always In My Heart (Siempre en mi corazón).
- 1988: Mejor grabación de ópera por Wagner: Lohengrin.
- 1990: Mejor interpretación vocal clásica, junto con Carreras y Pavarotti, por Los Tres Tenores.
- 1992: Mejor grabación de ópera por R. Strauss: Die Frau Ohne Schatten.
- 1999: Mejor interpretación de música mexicano-americana por 100 años de mariachi.

### Premios Emmy
Ha recibido también dos premios Emmy, por especiales de televisión realizados en los Estados Unidos:
- 1984 - Mejor programa de música clásica por Great Performances: Plácido Domingo Celebrates Seville.
- 1992 - Mejor interpretación individual clásica por The Metropolitan Opera Silver Anniversary Gala.

Y otras dos nominaciones:
- 1986 - Mejor interpretación individual clásica por Great Performances: Cavalleria Rusticana.
- 1988 - Mejor interpretación individual clásica por Great Performances: Aida: From the Houston Grand Opera.

### Actividad profesional

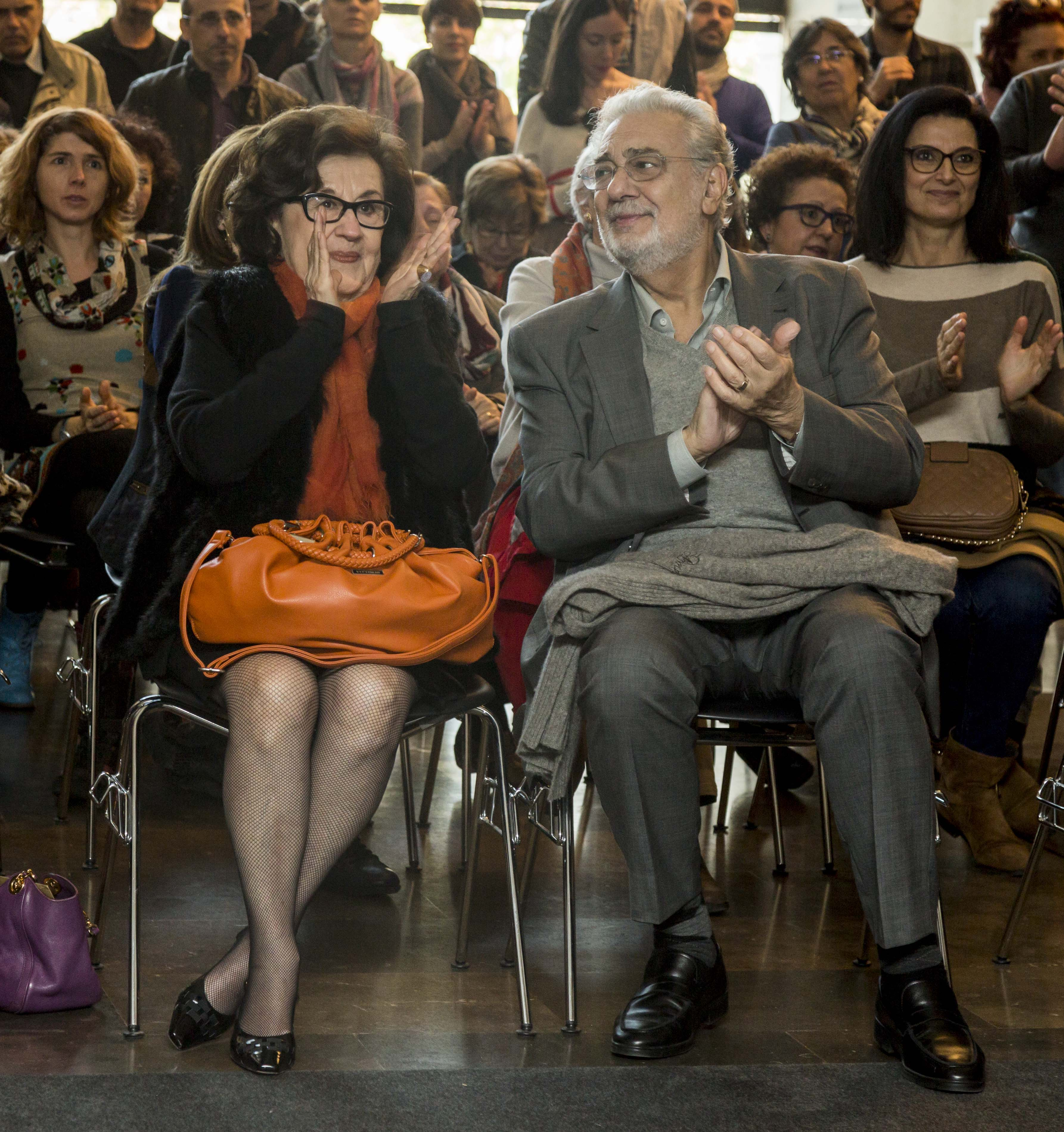
Plácido Domingo, con su esposa, en el IVAM de Valencia en 2015.

Con José Carreras y Luciano Pavarotti, formó en 1990 la sociedad artística de Los Tres Tenores en Roma, con motivo del Mundial de fútbol Italia 1990. El evento fue concebido, originalmente, para reunir dinero para la Fundación Internacional contra la Leucemia José Carreras. Posteriormente se ha repetido en los tres siguientes mundiales: 1994, Los Ángeles; 1998, París; y 2002, Yokohama. Estas actuaciones de los tres tenores, junto al director de orquesta Zubin Mehta, pretendieron acercar la ópera al gran público.
En 1992, asociado con el productor teatral británico Cameron Mackintosh y el director y productor español José Tamayo, estrenó en Madrid el musical Los Miserables, que se estrena el 16 de septiembre en el teatro Nuevo Apolo. En 1993 fundó Operalia, concurso para jóvenes cantantes de ópera.
Desde 1994 hasta 2011 fue director artístico de la Ópera Nacional de Washington, radicada en el Kennedy Center, dentro de la capital estadounidense. En 1998 fue nombrado director artístico de la Ópera de Los Ángeles, de la que se convirtió en director general en 2003, puesto al que renunció en 2019.
En los primeros años del siglo XXI continuó su labor como director de orquesta y artista, tanto de óperas como, ocasionalmente, de orquestas sinfónicas. Dirigió por primera vez el 7 de octubre de 1973 La Traviata, en la New York City Opera. Obtuvo un gran éxito con Carmen para la inauguración de la Exposición Universal de Sevilla en 1992. Dirigió la Orquesta sinfónica de Montreal el 8 de noviembre de 2005.
En 2002 grabó el himno del centenario del Real Madrid CF, canción que interpretó bajo la lluvia en el césped del estadio Santiago Bernabéu el mismo día que se cumplían los 100 años.
En junio de 2006, se presentó junto con la soprano rusa Anna Netrebko y con el tenor mexicano Rolando Villazón con motivo del Mundial de fútbol 2006 en Alemania y en la propia ceremonia de clausura de este evento.
Participó en el evento «Chile en mi corazón», el 14 de enero de 2018, con motivo del 50 aniversario de su primera presentación en Chile, en el Estadio Nacional ante 43 000 personas, en un concierto junto a la Orquesta Filarmónica de Bogotá, junto a la soprano portorriqueña Ana María Martínez, su hijo, también cantante Plácido Domingo, el guitarrista Pablo Sáinz Villegas y la cantante popular chilena Mon Laferte.
En los años 2019-2021 ha actuado ininterrumpidamente en escenarios de Berlín, Budapest, Colonia, Graz, Madrid, Mérida, Milán, Montecarlo, Moscú, Múnich, Palermo, Roma, Salzburgo, Sofía, Verona, Versalles y Viena.

## Discografía
Tiene más de cien grabaciones, la mayor parte de ellas correspondientes a óperas completas, grabando a menudo el mismo papel varias veces.
La Guía Penguin destaca las siguientes grabaciones como «de excepcional calidad»:
- Offenbach: Les Contes d'Hoffman (Los cuentos de Hoffmann), con Sutherland, Tourangeau, Backquier, Orquesta de la Suisse Romande y Coro Lusanne ProArte, dirección de Bonynge. London.
- R. Strauss: Die Frau ohne Schatten (La mujer sin sombra), con Varady, Behrens, van Dam, Jo, Orquesta Filarmónica de Viena, dirección de Solti. London
- Verdi: Il Trovatore, con Price, Milnes, Cossotto, Coro Amb Op, Orquesta New Philharmonia, dirección de Mehta. RCA
- Wagner: Lohengrin, con Norman, Randova, Nimsgern, Sotin, Fischer-Dieskau, Coro de la Ópera Estatal de Viena, Orquesta Filarmónica de Viena, dirección Solti. Decca

Otras grabaciones que pueden destacarse son las siguientes:
- Óperas completas. Destacan:
  - Cilea: Adriana Lecouvreur, con Renata Scotto y Sherrill Milnes.
  - Giordano: Andrea Chenier, dirigido por James Levine con Renata Scotto y Sherrill Milnes (RCA).
  - Leoncavallo: I Pagliacci, dirigido por N. Santi, con la Orquesta Sinfónica de Londres, Coro John Alldis (1965). DG.
  - Mascagni: Cavalleria rusticana, dirigido por Giuseppe Sinopoli, Orquesta Philharmonia de Londres, Coro de la Royal Opera House Covent Garden. DG.
  - Verdi: Don Carlo, dirigido por Giulini, con la Orquesta del Covent garden y Coro de Ópera Ambrosiano (1970, EMI), es la versión italiana en cinco actos; volvió a grabarla, versión en francés en cinco actos, con Claudio Abbado, la Orquesta y coro del Tesatro La Scala de Milán en 1984 DG.
  - Verdi: Aida, dirigida por Riccardo Muti, con la Orquesta Nueva Filarmonía, Coro del Covent Garden (1974). EMI; también la grabó en dirección de James Levine, con la Orquesta y coro del Metropolitan de Nueva York (1991). Sony.
  - Verdi: Un ballo in maschera (Un baile de máscaras), Grabado con la dirección de Riccardo Muti, Orquesta Nueva Filarmonía. Coro del Covent Garden de Londres (1975). EMI.
  - Verdi: La forza del destino, con Riccardo Muti dirigiendo a la Orquesta y coro del Teatro La Scala de Milán, 1986 (EMI).
  - Verdi: Otello con James Levine y Renata Scotto y Sherrill Milnes (RCA), 1978.
  - Verdi: Otello, dirigido por L. Maazel, Orquesta y coro del Teatro La Scala de Milán, 1986 (EMI).
  - Wagner: Parsifal, dirigido por James Levine, con la Orquesta y coro del Metropolitan de Nueva York (1994). Deutsche Grammophon.
  - Wagner: Tristán e Isolda, con Nina Stemme, grabación de estudio editada en agosto de 2005 (EMI).

- Álbumes
  - Operatic recital (grabaciones de 1970-1980) para HMV, recopilación de grabaciones para la EMI.
  - Bravissimo, Domingo (Varios CD, Selección de toda su carrera, RCA).
  - Gala opera concert, con la Orquesta Filarmónica de los Ángeles y la dirección de Carlo Maria Giulini, grabación de un recital de 1980 (Deutsche Grammophon). Para DG también ha grabado otras selecciones de arias de ópera, como The best of Domingo.
  - Great love scenes, con Renata Scotto, Kiri Te Kanawa, e Ileana Cotrubas. Compilación para la CBS de diversos dúos y escenas de amor.
  - Vienna, city of my dreams, con la Orquesta de Cámara Inglesa dirigida por Rudel, arias de operetas de Lehár, Zeller, Kálmán, Fall, O. Strauss, J. Strauss y Sieczynski (HMV).

Hay un conjunto de grabaciones con todas las arias de tenor escritas por Giuseppe Verdi, incluyendo varias versiones que raramente se representan, en idiomas diferentes a la ópera original, que Verdi compuso para representaciones concretas.
- Música religiosa
  - Ave María, con el Coro de Niños de Viena, la Orquesta Sinfónica de Viena y la dirección de Froschauer (1979, RCA).
  - Sacred Songs, con la Orquesta de Milán Giuseppe Verdi y la dirección de Marcello Viotti (2002, Deutsche Grammophon).

- Zarzuela
  - Comedia lírica en tres actos Doña Francisquita, de Amadeo Vives, dirigida por M. Roa, con la Orquesta Sinfónica de Sevilla, Coro titular del Gran Teatro de Córdoba (1994). Sony.

- Otros géneros

Ha grabado numerosos discos, entre ellos: Domingo canta las canciones de Agustín Lara, 100 años de Mariachi, Quiéreme mucho, The Domingo Songbook, Siempre en mi corazón; este último contiene una excepcional música donde el tenor interpreta canciones de Ernesto Lecuona acompañado por la Royal Phillarmonic Orchestra y De mi alma latina (1 y 2). En 2006 publicó el álbum Italia ti amo. Y en 2006 interpretó el tema "Alborada" de la telenovela del mismo nombre protagonizada por Lucero y Fernando Colunga. Plácido apareció en la portada del álbum con la música de la telenovela y varios éxitos suyos fueron incluidos en la banda sonora.
- DVD
  - Puccini: Manon Lescaut - Renata Scotto, James Levine, Metropolitan Opera
  - Puccini: Madama Butterfly - Mirella Freni, Herbert von Karajan, Film de Jean Pierre Ponnelle
  - Verdi: Luisa Miller - Renata Scotto, James Morris, James Levine - Metropolitan Opera
  - Verdi: Otello - Kiri te Kanawa, Sergei Leiferkus, Sir Georg Solti, Covent Garden
  - Zandonai: Francesca de Rímini - Renata Scotto, James Levine, Metropolitan Opera